# Tropical Heat
Tropical Heat ist eine kanadisch-mexikanische Krimiserie, die von Global, Accent Four, IO International sowie SafriTel produziert wurde.

## Handlung
Nick Slaughter, ein ehemaliger Polizist bei der Drogenfahndung, lässt sich auf Key Mariah in Florida nieder, um dort als Privatdetektiv zu arbeiten. Der hauptsächliche Grund dorthin zu siedeln ist aber, dort die Sonne zu genießen und auszuspannen. Er stellt Sylvie Girard als Sekretärin ein, die eigentlich Fremdenführerin ist und ein Reisebüro eröffnen wollte. Sie ist es dann auch, die ihn ständig zur Arbeit antreibt und in brenzlige Situationen bringt. Nicks Freund und wichtiger Informant ist Ian Stewart, der eine Tauchschule und die Tropical-Heat-Bar betreibt. Kontakte bei der örtlichen Polizei hat er durch den Leichenbeschauer Rollie und Lt. Carillo. Nachdem Ian und Lt. Carillo Florida verlassen haben, sind es Spider und Sgt. Gregory, die mit Nick und Sylvie die Fälle lösen.

## Nachfolgewerke
Etwa drei Jahre nach Produktionsende der Serie wurde aus der zweiten Staffel der Zweiteiler Tödliches Verlangen zu einer 90-minütigen Spielfilm-Auskopplung zusammengeschnitten und unter dem Titel Mord unter heißer Sonne (OT: Criss Cross) auf dem Fernsehmarkt angeboten. Dieser Spielfilm ist kein eigenständiger Spielfilm, wie sonst behauptet, sondern wie beschrieben nur ein Zweiteiler-Zusammenschnitt.

## Soundtrack
In Deutschland erschien bei Edel Music im Jahre 1992 der Soundtrack zur Serie. Er beinhaltet u. a. neben dem Titelsong Anyway The Wind Blows von Fred Mollin weitere Tracks aus der Serie sowie weitere dem Thema angepasste Lieder, beispielsweise Kingston Town von UB40 oder Do You Really Want to Hurt Me von Culture Club.

## Drehorte
Die erste Staffel (22 Episoden) von Tropical Heat wurde in Puerto Vallarta in Mexiko 1990 und 1991, die zweite 22-teilige Staffel in Eilat in Israel 1992 gedreht. Drehorte der dritten ebenfalls 22-teiligen Staffel, die 1993 entstand, waren Pretoria in Südafrika sowie Mauritius.

## Ausstrahlungsnotizen
Die ersten 10 Folgen wurden von Februar bis April 1992 freitags um 20:15 Uhr bei RTLplus erstausgestrahlt. Weitere 34 Episoden liefen ab 6. September 1992 bis März 1993 immer am Sonntag um ca. 12:00 Uhr beim selben Sender. Dies waren die ersten zwei produzierten Staffeln. Weitere 18 neue Episoden der dritten Staffel folgten 1994. Schließlich wurden noch eine weitere Episode im Jahr 1995 und drei weitere Episoden im Jahr 1996 erstausgestrahlt, so dass die Serie in Deutschland komplett bei RTL zu sehen war. Wiederholungen erfolgten bei RTL selbst (1993–1996), bei VOX (1997–2000), ProSieben (1998), Kabel eins (2008) und mehrfach bei verschiedenen Pay-TV-Sendern (seit 2000). Die Ausstrahlung des Spielfilms Mord unter heißer Sonne erfolgte bei Sat.1 im Jahre 2001.